# Superman III.
A Superman III 1983-ban bemutatott amerikai film, Christopher Reeve és Richard Pryor főszereplésével. A rendező a Superman II.-t is jegyző Richard Lester volt. A film stílusa eltér a megelőző két résztől, nagyobb súlyt kaptak a komikus elemek.
A második rész forgatását kísérő viták következtében a szereplőgárda is nagyban változott, a címszerepet játszó Christopher Reeve-en kívül csupán Jackie Cooper, Mark McClure és a mindössze két rövid jelenetet vállaló Margot Kidder maradt.

## Cselekmény
A munkanélküli Gus Gorman elveszíti jogosultságát a segélyre, de egy hirdetéstől inspirálva kitanulja a számítógépes programozást, ami meglepően jól megy neki. Így sikerül elhelyezkednie a Webscoe cégcsoport egyik irodájában. A cég számítógépes rendszerébe behatolva sikerül nagyobb összegű pénzeket utaltatnia saját maga számára. Azonban hirtelen költekezései révén hamar lebukik a cégcsoport elnöke, Ross Webster előtt, aki Gus számítógépes zsenialitását saját tervei szolgálatába szeretné állítani.
Közben a Daily Planet riporterei elutaznak: Lois Lane Bermudára megy nyaralni, Clark Kent pedig Jimmy Olsen fotós társaságában Smallville-be megy osztálytalálkozóra, ami szerinte jó téma lehet egy újságcikkhez. Útközben buszuknak meg kell állnia, mivel egy vegyi üzemben tűz ütött ki. Olsen tűzközelben fényképezni kezd, Clark pedig átvedlik Supermanné, hogy segíthessen a tűzoltóknak. Olsen egy létráról leesve balesetet szenved, de Superman kimenti a lángok közül. Ezután az egyik vegyésztől megtudja, hogy az üzemben őriznek egy olyan savat is, amely felhevítve átalakul és mindent keresztülmar. Közben a tűzoltók fecskendője meghibásodik. Superman ekkor elrepül egy közeli tóhoz, annak felszínét jéggé fagyasztva az üzemhez viszi és kiolvasztásával eloltja a tüzet.
A lábtörést szenvedett Jimmy visszamegy Metropolisba, Clark pedig megérkezik Smallville-be (egy beszélgetésből kiderül, hogy nevelőanyja, Martha halála óta először jár ott). Az osztálytalálkozón újra látja Lana Langot, akibe fiatal korában szerelmes volt. Lana időközben férjhez ment, de később el is vált, azóta egyedül neveli fiát. Nehéz anyagi helyzetük miatt gyémántgyűrűjét is zálogba kellett adnia. A válás óta Lana kegyeit keresi sikertelenül a volt osztálytárs Brad Wilson, aki egykor az iskolai futballcsapat meghatározó játékosa volt, de időközben alkoholista vált belőle. Clark még néhány napra marad Smallville-ben, elmegy Lanával és fiával, Rickyvel piknikezni. Ricky elindul a búzamezőbe a kutyája után, ahol elesik és eszméletét veszti, miközben a kombájnok közelednek. Clark észreveszi, és Supermanként megmenti Rickyt.
Webster bosszút akar állni Kolumbián, amely nem hajlandó elfogadni az általa diktált kávéárakat. Gormant arra utasítja, hogy számítógépes vezérléssel az időjárás befolyásolására használjon egy meteorológiai műholdat, ezzel zúdítva vihart Kolumbiára, elpusztítva a kávétermést. Gorman végrehajtja a tervet, de Superman elhárítja a Kolumbiát fenyegető veszélyt. Webster és segítői (kiállhatatlan nővére, Vera és a vonzó Lorelei Ambrosia) Superman félreállítására kieszelnek egy tervet, amihez a kryptonitot találják megfelelő eszköznek. Gorman ismét a műholdat hívja segítségül, a Krypton maradványai között felkutatja az anyagot és elemezteti összetevőit, aminek azonban egy kis százaléka ismeretlen. Gus ekkor, hogy elkerülje a felsülést főnöke előtt, egy cigarettás doboz feliratáról merít ihletet, az „ismeretlen” helyére a kátrányt írja be.
Ricky Clarkon „keresztül” meghívja Supermant a születésnapjára, amelyhez még egy ünnepség társul: a tűzvész elhárításáért és Ricky megmentéséért Smallville polgármestere kitünteti. Ezt kihasználva Gorman katonatisztnek öltözve megjelenik az ünnepségen, és „jutalmul” átadja a Webscoe vegyészei által legyártott mesterséges kryptonitot. A várt hatás elmarad, Superman nem hal meg. Csakhogy idővel kiderül, hogy az anyag mégsem volt teljesen hatástalan: Superman személyisége fokozatosan megváltozik, önzővé, gonosszá válik, nem segít az embereken, sőt szándékosan károkat okoz.
Websternek újabb nagyratörő terve támad: az olajüzletet kívánja uralni. Gormant arra utasítja, hogy tankhajók vezérlésébe avatkozzon bele, a nyílt tengerre irányítva azokat. Az egyik hajó kapitánya azonban szembeszegül az értelmetlen utasítással. Ekkor Lorelei női bájait bevetve ráveszi Supermant, hogy folyassa ki a hajó olaját, ezzel kényszerítve veszteglésre. Miután a terv sikerült, Gorman azt kéri Webstertől, hogy megépíthessen egy általa tervezett számítógépet, amely mindennek megtalálja a gyenge pontját.
Közben Lana fiával együtt Metropolisba költözik. Ott meglátják egy kocsmából kijönni a gonosszá vált Supermant. Ricky ekkor elkezd kiáltozni, hogy ő tudja, Superman csak „beteg” és nemsokára újra a régi lesz. Superman ekkor a gondolataival viaskodva egy roncstelepre száll, ahol személyiségének „jó” oldala Clark Kentben testet öltve kiválik belőle. Az immár fizikailag is elkülönült két személyiség viaskodni kezd egymással, kezdetben a gonosz van fölényben, de Clark Kent egyre erősebbé válik, végül megfojtja a gonosz Supermant, aki eltűnik. Ekkor Clark immár újra jótevőként öltheti magára Superman ruháját. Egyik első dolga helyreállítani a tankhajót.
Ezután felkeresi azt a helyet, ahol Lorelei-jel töltötte az éjszakát. Ott Vera Webster videóüzenete várja, amelyben közlik vele, hol keresse őket. Superman elrepül a Grand Canyonhoz, amelynek mélyén megépült Gorman szuperszámítógépe. Kezdetben ennek fegyverei sem hatnak Superman ellen, ám a gyenge pontot megtalálva a gép kryptonitsugárzást kezd kibocsátani. Ekkor Gus megsajnálja Supermant, és Websterékkel szembefordulva kikapcsolja a gépet. Az azonban önállósodva energiát vesz magához, így újra tud sugározni Supermanre. Gorman ekkor baltával szétveri a sugarakat kibocsátó berendezést, mire a gép ellene fordul. A megmenekült Superman ekkor elrepül a korábban megmentett vegyi gyárba, miközben már Websterék is menekülni kezdenek az őrült masina elől, amely Verát vezetékeivel elkapja és kiborggá alakítja. Superman visszaérkezik, kezében egy üveg savval, amelyet a számítógép – a normál hőmérséklet miatt – veszélytelennek érzékel. Superman beviszi a savat a gép belsejébe, ahol az felforrósodik és kifejti maró hatását. Így sikerül megszabadulni a számítógéptől, Websterék is megmenekülnek, Vera visszaalakul emberré.
Superman Gust egy darabig magával viszi, majd egy szénbányánál leszáll vele. Itt magához vesz egy darab szenet, amit kezében összeszorítva gyémánttá alakít. Gormant beajánlja a bányászoknál a céghez számítógép-programozónak, de ő inkább nem él a lehetőséggel.
Metropolisban Clark felkeresi Lanát az új lakásában. Itt átadja neki a gyémántot magába foglaló gyűrűt, amit elmondása szerint „Superman küldött”. Közben Brad felkutatta, hova költözött Lana és épp meglátja a gyűrű átadását. A helyzetet félreértve Clarkra támad, aki azonban kitessékeli a lakásból. A Daily Planet szerkesztőségébe visszatért Lois is, aki nyaralása során is rázós kalandokba keveredett, alapot szolgáltatva egy újabb izgalmas cikkhez. Megismeri Perry White új titkárnőjét is, aki nem más, mint Lana Lang. Kissé féltékenyen tekint rá, különösen, mikor megtudja, hogy Clarktól kapta gyémántgyűrűjét.

## Szereplők

### Jellemzések

#### Az első két részből maradt szereplők
- Superman/Clark Kent/Kal-El Kal-El néven született a Krypton bolygón. Szülőbolygója pusztulása előtt egy rakétában sikerült kimenekíteni. Az eltérő körülmények között a Földön különleges képességekkel rendelkezik, amelyek birtokában felnőttként kettős életet él: civilben Clark Kent néven a Daily Planet újságírója, Superman néven pedig a bajbajutottakon segítő és bűnözők ellen harcoló szuperhős. Osztálytalálkozója alkalmából visszalátogat Smallville-be, ahol felnőtt. Az ellenségei által küldött mesterséges kryptonit megváltoztatja személyiségét.
- Lois Lane A Daily Planet agilis újságírónője. Szabadságra utazik Bermudára.
- Perry White A Daily Planet főszerkesztője.
- Jimmy Olsen A Daily Planet fiatal fotóriportere.

#### Visszatérő szereplők az első részből
- Lana Lang Clark Kent egykori osztálytársa és fiatalkori szerelme Smallville-ben. Elvált, egyedül neveli fiát.
- Brad Wilson Clark egykori osztálytársa, az iskolai futballcsapat játékosa volt. Időközben alkoholista lett. Sikertelenül udvarol Lanának.

#### Új szereplők
- Gus Gorman Kissé hóbortos munkanélküli, aki számítógépes zseninek bizonyulva helyezkedik el a Webscoe egyik irodájában. Tudását először haszonszerzésre fordítja, majd Webster ármánykodásában segédkezik.
- Ross Webster Gátlástalan milliárdos, a Webscoe cégcsoport feje.
- Vera Webster Ross Webster kiállhatatlan, zsarnoki természetű nővére.
- Lorelei Ambrosia Ross Webster csinos „terapeutája”, aki a külvilág felé a buta szőke nő szerepét játssza, bár valójában nem is olyan buta.
- Ricky Lana fia.

### Szereposztás
| színész           | szereplő                   | magyar hang (MOKÉP) | magyar hang (DVD)  |
| ----------------- | -------------------------- | ------------------- | ------------------ |
| Christopher Reeve | Superman/Clark Kent/Kal-El | Kautzky Armand      | Rátóti Zoltán      |
| Richard Pryor     | Gus Gorman                 | Dörner György       | Kálid Artúr        |
| Robert Vaughn     | Ross Webster               | Perlaki István      | Barbinek Péter     |
| Annie Ross        | Vera Webster               | Földi Teri          | Menszátor Magdolna |
| Pamela Stephenson | Lorelei Ambrosia           | Orosz Helga         | Madarász Éva       |
| Annette O’Toole   | Lana Lang                  | Györgyi Anna        | Zsigmond Tamara    |
| Jackie Cooper     | Perry White                | Kránitz Lajos       | Cs. Németh Lajos   |
| Mark McClure      | Jimmy Olsen                | Zalán János         | Zámbori Soma       |
| Margot Kidder     | Lois Lane                  | Radó Denise         | Peller Anna        |
| Gavan O’Herlihy   | Brad Wilson                | Rékasi Károly       | Rába Roland        |
| Paul Kaethler     | Ricky                      |                     | Czető Ádám         |

## A film változatai
- 1986-ban az ABC csatornán mutatták be a film televíziós változatát, amely 16 perccel hosszabb az eredetinél. Ezenkívül megváltoztatták a főcímet is: a moziváltozat sokak által kritizált burleszkbe illő jelenetsora helyett a megelőző két filmhez hasonlóan világűrbeli képsorok alatt látható a stáblista, a klasszikus Superman-főcímzene kíséretében.
- Magyarországon kétféle szinkronja van a filmnek, mindkettő a moziváltozathoz készült. Az első a MOKÉP megbízásából készült. Mivel más volt a megrendelő és a szinkronstúdió, mint az első két résznél, így az állandó szereplők hangjai is nagyrészt eltérnek, Christopher Reeve-et Kautzky Armand szinkronizálta. Egyetlen esetben egyezik a magyar hang az első két résszel: Mark McClure (Jimmy Olsen) – Zalán János. A DVD-kiadáshoz újraszinkronizálták a filmet, így a főszereplő magyar hangja a többi részhez hasonlóan Rátóti Zoltán lett.

## Fogadtatása
A filmet általában gyengébbnek tartják, mint az első kettőt, sőt gyakran úgy értékelik, hogy félrevitte a szériát. Ennek okát főként a komikus elemek elszaporodásában látják, amik sokszor túl idétlenek, nem valók a Superman-filmbe. A technikai trükkök is gyengébbek, mint korábban, valamint nemtetszés fogadta azt is, hogy Superman jelmeze már szemmel láthatóan világosabb lett.
Sokak szerint a film ugyan tartalmazott néhány jó alapötletet (a smallville-i szál, Superman meghasonlása, az iparmágnás főellenség), de ezeket nem sikerült kellőképpen kidolgozni. Ami „megmenti” a filmet, hogy Christopher Reeve ezúttal is kiválóan alakítja a főszereplőt, Richard Lester pedig a maga stílusában ugyan, de értett a rendezéshez. Richard Pryor szerepe megosztja a közönséget, egyesek szerint őmiatta érdemes még nézni a filmet, mások szerint viszont elmarad megszokott formájától és nem illik egy Superman-filmbe.

## Jelölések
- Szaturnusz-díj jelölés 1984
  - Christopher Reeve, legjobb színész
  - Annette O'Toole, legjobb női mellékszereplő
- Arany Málna díj jelölés 1984
  - Giorgio Moroder, legrosszabb zene
  - Richard Pryor, legrosszabb férfi mellékszereplő